# Parapexopsis
Parapexopsis är ett släkte av tvåvingar. Parapexopsis ingår i familjen parasitflugor.
Kladogram enligt Catalogue of Life:
| Parapexopsis | \| \| Parapexopsis cavifacies \| \| \| \| \| \| Parapexopsis cephalotes \| \| \| \| |
|              | \| \| Parapexopsis cavifacies \| \| \| \| \| \| Parapexopsis cephalotes \| \| \| \| |
|              | Parapexopsis cavifacies                                                             |
|              |                                                                                     |
|              | Parapexopsis cephalotes                                                             |
|              |                                                                                     |